# Как умирают русские солдаты (рассказ)
«Как умирают русские солдаты (тревога)» — небольшой рассказ из жизни Льва Николаевича Толстого, написанный в конце 1854 года в Севастополе, для задуманного журнала «Военный листок».

## История
При жизни автора рассказ не печатался. Впервые опубликован в книге: Лев Толстой. Неизданные художественные произведения (1928).
В основе его отражен реальный эпизод повседневной жизни юнкера, который Лев Толстой сам пережил в период военной службы на Кавказе. Действия рассказа происходят в Чечне в крепости Чахгири (Воздвиженской). Толстой из него "взял немного в «Рубку леса». Небольшой очерк написанный в 1854 для предполагаемого журнала «Военный листок». Издание журнала разрешено не было, и рассказ так и остался недоработанным. В 1858 году в Ясной Поляне Толстой вернулся к оставленному рассказу (запись в дневнике 11 апреля — т. 48, с. 12), но и в этот раз работа не была завершена и рассказ не публиковался. Впервые подписан полным именем — Л. Н. Толстой, а не инициалами, как прежде. Сохранились две рукописи рассказа.
В 1853 году я несколько дней провел в крепости Чахгири, одном из самых живописных и беспокойных мест Кавказа. На другой день моего приезда, перед вечером, мы сидели с знакомым, у которого я остановился, на завалинке перед его землянкой и ожидали чая. Капитан N., наш добрый знакомый, подошел к нам...

## Сюжет
Этот небольшой рассказ Льва Толстого описывает тревогу в крепости Чахгири (Воздвиженской), где рассказчик пробыл несколько дней. В один день дозорные заметили чеченцев, угоняющих лошадей, и подняли тревогу. Рота солдат была послана вдогонку. В перестрелке один из чеченцев был ранен, что было с утешением воспринято наблюдавшими за этой картиной людьми. При этом был смертельно ранен один из русских солдат, что было воспринято со спокойствием. Автор рассказа наделяет русских солдат спокойной силой души, великой простотой и бессознательностью силы.
Вечер был тихий и ясный, по ущельям, как всегда, ползли тучи, но небо было чисто, два черных орла высоко разводили свои плавные круги. На противоположной стороне серебряной ленты Аргуна отчетливо виднелась одинокая кирпичная башня — единственное владение наше в Большой Чечне. В некотором расстоянии от нее партия конных чеченцев гнала отбитых лошадей вверх по крутому берегу и перестреливалась с солдатами, бывшими в башне.

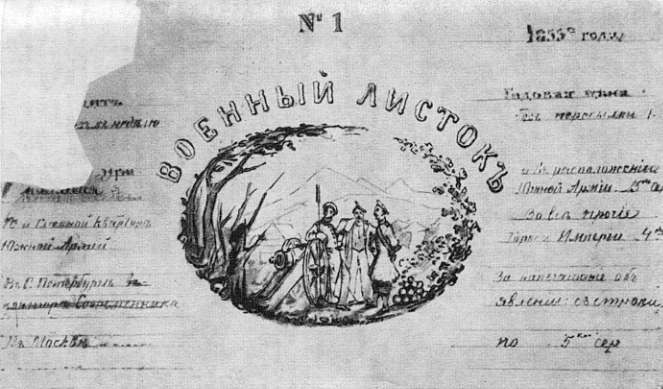
Проект обложки неосуществлённого издания Льва Толстого, 1854
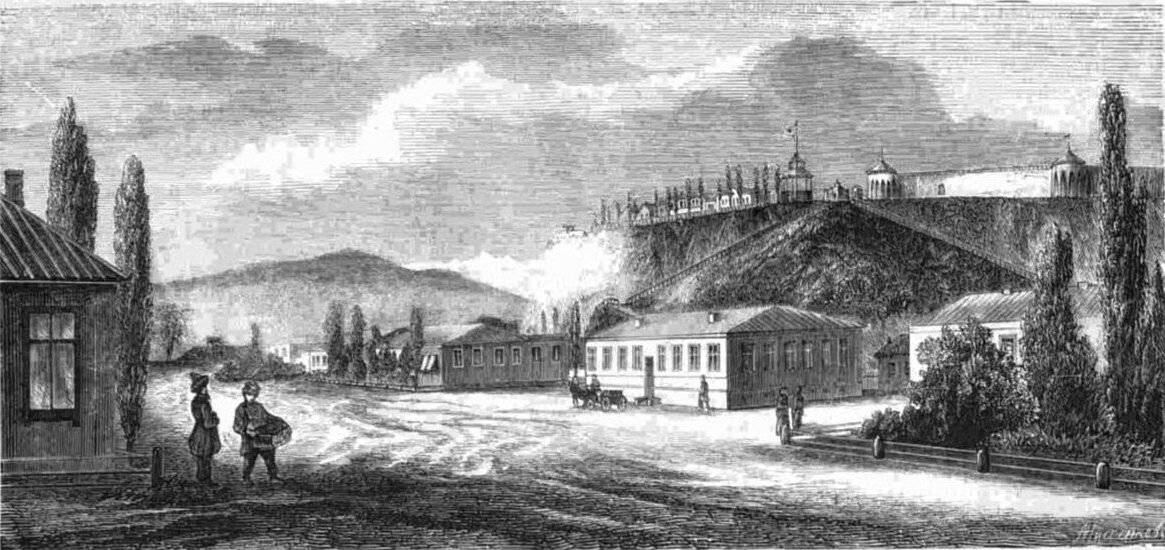
Крепость Воздвиженская
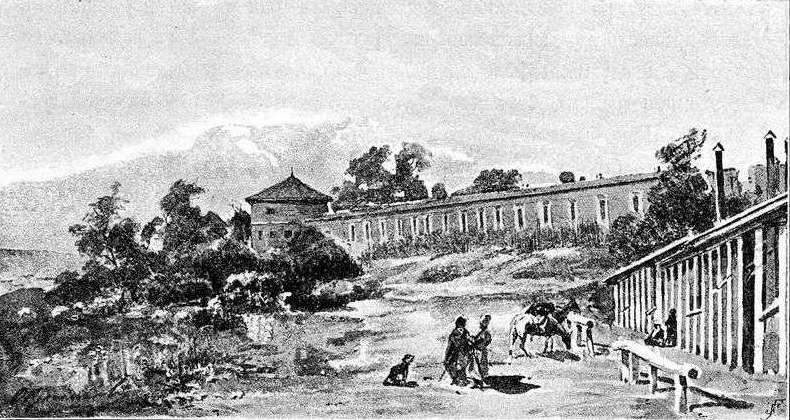
Башня в крепости Воздвиженской
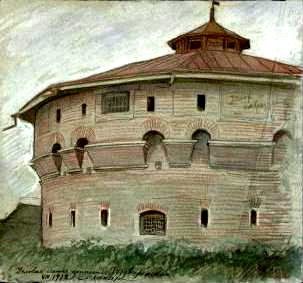
Башня крепости. Художник Е. Е. Лансере